# Turi Pinggir
Turi Pinggir is een bestuurslaag in het regentschap Jombang van de provincie Oost-Java, Indonesië. Turi Pinggir telt 2723 inwoners (volkstelling 2010).